# Абсолют
Абсолют (на английски: Absolute) е българска траш метъл група създадена през септември 1989 г. в гр. Свищов. До 1993 г. носи името Детонатор. През 1993 г. групата реализира първия си студиен албум „Алкохолна сила“, състоящ се от 4 авторски песни.
Групата е основана от двама студенти в Свищов през 1989 г. В края на февруари 2017 г. издават нова песен, озаглавена „Lose This Game“, която влиза в класацията „Каменица рок 40“ на радио Зи рок. През април на същата година парчето е на първо място в класацията, където се задържа повече от 35 седмици.

## Музиканти в групата

### Настоящи
- Тихомир Георгиев, китари (1989 – 2001, 2014 – до сега)[1][3]
- Тодор Тодоров, вокали, бас (1989 – 1994, 2022 – до сега)[1][3]
- Ангел Ангелов, ударни (1991 – 1998, 2015, 2022 – до сега)[1][3]

## Дискография
| - 1993: Алкохолна сила - 1994: Някъде зад стените - 1998: Нищо не става - 2001: Звезди угасват в небесата - 2016: Me(n)tal Disorders - 2021: Rivers of Blood |